# Дора Дунђерски
Теодора Дора Дунђерски (Србобран, 1887/1888 — Нови Сад, 23. фебруар 1965) била је југословенска дворска дама и јавни радник.

## Биографија
Рођена је 1887. или 1888. године у угледној и старој породици Влаховића која је дала неколико генерација интелектуалаца у Војводини. Отац Иван био је адвокат. Основну школу завршила је у родном месту, а нижу средњу школу у Јегри. Удала се за индустријалца и поседника Гедеона Геду Дунђерског. Гедеон и Дора су имали троје деце: синове Лазара (1903—1956) и Душана (1905—1977) и кћер Софију (1907—?) која се удала за грофа Тивадара Дежевија.
Сахрањена је у Србобрану у породичној капели.

## Хуманитарни рад
Била је активна у многим хуманим, културним, и патриотским друштвима и установама. Била је на челу Војвођанског црвеног крста, који је обухватао 396 општина Баната, Бачке и Барање, од 1918. до дана његове ликвидације 1924. године.
Изабрана је једногласно на чело новооснованог Потиског обласног одбора и на том месту била до 1934. када је основан Бановински одбор, којим је председавала до 1936. године.
Више година била је председница Добротворне задруге Српкиња Новосаткиња.

## Дворска дама
Имала је углед отмене и образоване жене па је године 1922. изабрана за дворску даму краљице Марије Карађорђевић. Дужност јој је била да два пута недељно борави на двору у Београду.

## Одликовања
Одликована је орденом Светог Саве III и II степена, Југословенском круном 4 степена, Крстом Црвеног крста, бугарским Дамским орденом I степена и белгијским Црвеним крстом 1 степена.